# 1969–1970-es magyar jégkorongbajnokság
A 33. első osztályú jégkorongbajnokságban hat csapat indult el. A mérkőzéseket 1969. november 8. és 1970. március 26. között a Kisstadionban és a Megyeri úti jégpályán rendezték meg.

## OB I. 1969/1970
|    | Csapat       | M  | GY | D | V  | GK      | Pont |
| -- | ------------ | -- | -- | - | -- | ------- | ---- |
| 1. | Újpest Dózsa | 30 | 26 | 0 | 4  | 197-75  | 52   |
| 2. | Ferencváros  | 30 | 24 | 1 | 5  | 220-82  | 49   |
| 3. | BVSC         | 30 | 17 | 3 | 10 | 181-80  | 37   |
| 4. | BKV Előre    | 30 | 11 | 2 | 17 | 109-156 | 24   |
| 5. | Bp. Építők   | 30 | 8  | 0 | 22 | 67-163  | 16   |
| 6. | Vörös Meteor | 30 | 1  | 0 | 29 | 51-269  | 2    |

## A bajnokság végeredménye
1. Újpest Dózsa

2. Ferencvárosi TC

3. BVSC

4. BKV Előre

5. Budapesti Építők

6. Vörös Meteor

## Az Újpest Dózsa bajnokcsapata
Bálint Attila, Bánkúti Árpád, Bodor Zsigmond, Borbély Vidor, Böle Dezső, Erdős György, Fodor Árpád, Galambos Béla, Hajek Péter, Hajzer János, Hargittay Zsolt, Kézeli Pál (kapus), Klink János, Kovácshegyi Pál, Menyhárt Gáspár, Palotás József, Szeles Dezső, Szigetvári János, Treplán Béla, Ugray Iván, Vedres Mátyás (kapus)
Edző: Boróczi Gábor